# Cumberland (circonscription saskatchewanaise)
Pour les articles homonymes, voir Cumberland.
Circonscription électorale provinciale du Canada
Cumberland est une circonscription électorale provinciale de la Saskatchewan au Canada. Elle est représentée à l'Assemblée législative de la Saskatchewan de 1912 à 1967 et depuis 1975.

## Géographie
La circonscription représente le nord-est de la province.
En 2024, la circonscription comprend :
- Les communautés de Cumberland House (en), Timber Bay (en), Weyakwin (en), Air Ronge (en), Weyakwin (en), La Ronge, Stanley Mission (en), Missinipe (en), Pelican Narrows (en), Sandy Bay (en), Denare Beach (en), Creighton et Southend (en).
- Les communautés Premières Nations de Cumberland House 20 (en), Budd's Point 20D (en), Muskeg River 20C (en), Modèle:Ien, Modèle:Ien, Modèle:Ien, McKay 209 (en), Morin Lake 217 (en), Little Hills 158 (en), Potato River 156A (en), Fox Point 157D (en), Stanley 157 (en), Grandmother's Bay 219 (en), Muskwaminiwatim 225 (en), Pisiwiminiwatim 207 (en), Kimosom Pwatinahk 203 (en), Nakiskatowaneek 227 (en), Birch Portage 184A (en), Waskwaynikapik 228 (en), Sandy Narrows 184C (en), Woody Lake 184D (en), Pelican Narrows 206 (en), Manawanstawayak 230 (en), Waskwiatik Sakahikan 223 (en), Sokatisewin Sakahikan 224 (en), Manawanstawayak 230 (en), Kipahigan Sakahikan 222, Sturgeon Weir 184F (en), Amiskosakahikan 210 (en), Amisk Lake 184 (en), Brabant Lake (en), Southend 200 (en), Mistahi Wasahk 209 (en), Kinoosao (en), Hatchet Lake, Lac la Hache 220 (en) et Chicken 226 (en).
- Les parcs provinciaux de Cumberland House, Narrow Hills (en) et Clarence-Steepbank Lakes (en),

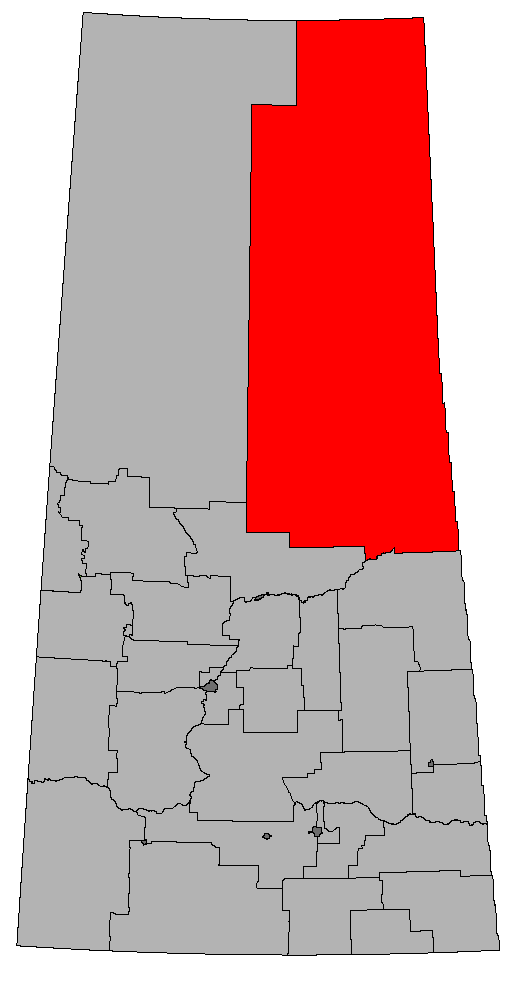
Frontière de la circonscription en 2016.
Frontière de la circonscription en 2022.

## Liste des députés
1912-1967
| Parlement                                                 | Années     | Député                                                 | Député                                                 | Parti                                                  |
| Cumberland                                                | Cumberland | Cumberland                                             | Cumberland                                             | Cumberland                                             |
| --------------------------------------------------------- | ---------- | ------------------------------------------------------ | ------------------------------------------------------ | ------------------------------------------------------ |
| 3e                                                        | 1912–1913  |                                                        | Élection annulée                                       | Élection annulée                                       |
| 3e                                                        | 1913-1917  |                                                        | Deakin Hall                                            | Libéral                                                |
| 4e                                                        | 1917–1921  |                                                        | Deakin Hall                                            | Libéral                                                |
| 5e                                                        | 1921–1922  | George Langley                                         |                                                        | Libéral                                                |
| 5e                                                        | 1922-1925  | Deakin Hall (2)                                        |                                                        | Libéral                                                |
| 6e                                                        | 1925–1929  | Deakin Hall (2)                                        |                                                        | Libéral                                                |
| 7e                                                        | 1929–1934  | Deakin Hall (2)                                        |                                                        | Libéral                                                |
| 8e                                                        | 1934–1938  | Aucune information, possiblement fusionnée à Athabasca | Aucune information, possiblement fusionnée à Athabasca | Aucune information, possiblement fusionnée à Athabasca |
| 9e                                                        | 1938–1944  |                                                        | Deakin Hall (3)                                        | Libéral                                                |
| 10e                                                       | 1944–1948  |                                                        | Leslie Walter Lee                                      | CCF                                                    |
| 11e                                                       | 1948–1952  |                                                        | Lorne Earl Blanchard                                   | Libéral                                                |
| 12e                                                       | 1952–1956  |                                                        | Bill Berezowsky                                        | CCF                                                    |
| 13e                                                       | 1956–1960  |                                                        | Bill Berezowsky                                        | CCF                                                    |
| 14e                                                       | 1960–1964  |                                                        | Bill Berezowsky                                        | CCF                                                    |
| 15e                                                       | 1964–1967  |                                                        | Bill Berezowsky                                        | CCF                                                    |
| Circonscription fusionnée à Prince Albert East-Cumberland |            |                                                        |                                                        |                                                        |

Depuis 1975
| Parlement                                   | Années                                      | Député                                      | Député                                      | Parti                                       |
| Cumberland                                  | Cumberland                                  | Cumberland                                  | Cumberland                                  | Cumberland                                  |
| Circonscription issue de Prince Albert East | Circonscription issue de Prince Albert East | Circonscription issue de Prince Albert East | Circonscription issue de Prince Albert East | Circonscription issue de Prince Albert East |
| ------------------------------------------- | ------------------------------------------- | ------------------------------------------- | ------------------------------------------- | ------------------------------------------- |
| 18e                                         | 1975–1978                                   |                                             | Norman MacAuley                             | Néo-démocrate                               |
| 19e                                         | 1978–1982                                   |                                             | Norman MacAuley                             | Néo-démocrate                               |
| 20e                                         | 1982–1986                                   | Lawrence Riel Yew                           |                                             | Néo-démocrate                               |
| 21e                                         | 1986–1991                                   | Keith Goulet                                |                                             | Néo-démocrate                               |
| 22e                                         | 1991–1995                                   | Keith Goulet                                |                                             | Néo-démocrate                               |
| 23e                                         | 1995–1999                                   | Keith Goulet                                |                                             | Néo-démocrate                               |
| 24e                                         | 1999–2003                                   | Keith Goulet                                |                                             | Néo-démocrate                               |
| 25e                                         | 2003–2007                                   | Joan Beatty                                 |                                             | Néo-démocrate                               |
| 26e                                         | 2007–2008                                   | Joan Beatty                                 |                                             | Néo-démocrate                               |
| 26e                                         | 2008-2011                                   | Doyle Vermette                              |                                             | Néo-démocrate                               |
| 27e                                         | 2011–2016                                   | Doyle Vermette                              |                                             | Néo-démocrate                               |
| 28e                                         | 2016–2020                                   | Doyle Vermette                              |                                             | Néo-démocrate                               |
| 29e                                         | 2020–2024                                   | Doyle Vermette                              |                                             | Néo-démocrate                               |
| 30e                                         | 2024–en cours                               | Jordan McPhail (en)                         |                                             | Néo-démocrate                               |

## Résultats électoraux
Depuis 1975

1912-1967